# Кронтовский, Алексей Антонович
Алексе́й Анто́нович (Антони́нович) Кронтовский (12 (24) марта 1885, Пенза — 15 августа 1933) — русский и советский врач-патолог, доктор медицины (с 1917 года), профессор (с 1921 года).

## Биография
Родился 12 (24 марта) 1885 года в городе Пенза.
В 1911 году окончил медицинский факультет Университета святого Владимира в Киеве. В 1913 году назначен приват-доцентом на кафедру общей патологии этого университета. С 1921 года — профессор кафедры бактериологии, а в 1923—1924 годах — кафедры общей патологии Киевского медицинского института.
С 1924 года — сотрудник Киевского бактериологического и Киевского рентгено-радиологического институтов. Заведующий отделом экспериментальной биологии и медицины, который основал в рентгено-радиологическом институте.
В 1922 году основал Бюро по изучению наследственности человека при Киевском бактериологическом институте.
В 1924—1933 годах жил в Киеве на ул. Льва Толстого 7/2
Умер 15 августа 1933 года в Бердянске от колита. Похоронен на Байковом кладбище в Киеве.

## Научная деятельность
Впервые в мире осуществил пересадку и культивацию опухолевых клеток в организме подопытного животного и предложил метод биохимического анализа обмена веществ в этой «изолированной опухоли». Одним из первых получил культуру возбудителя сыпного тифа в культурах клеток млекопитающих.
Автор около 80 научных трудов, в том числе 5 монографий. Труды посвящены проблемам онкологии, патологии наследственности, эндокринологии, регенерации, влияния рентгеновских лучей и бактериальных токсикозов на рост тканей и др. Разрабатывал методы культивирования тканей вне организма (впервые исследовал культуры тканей в аспекте биохимической динамики).
Редактор международного научного журнала «Archiv für experimentale Zellforschungen», который выходил в Германии (город Йена). 

### Научные труды
- Материалы к сравнительной и экспериментальной патологии опухолей. Киев, 1916;
- Метод тканевых культур. Киев, 1917;
- Наследственность и конституция. Киев, 1925.
- Новая методика изучения внутренней секреции посредством эксплантации, "Врачебное дело", 1927, № 1
- Метод изолирования опухолей в организме и вне организма, "Вопросы онкологии", 1928, т. 1, № 3.